# Gerd Völs
Gerd Völs, född 22 december 1909, död 15 mars 1991 i Hannover, var en tysk roddare.
Völs blev olympisk bronsmedaljör i åtta med styrman vid sommarspelen 1936 i Berlin.